# イメージ・オブ・シンガポール

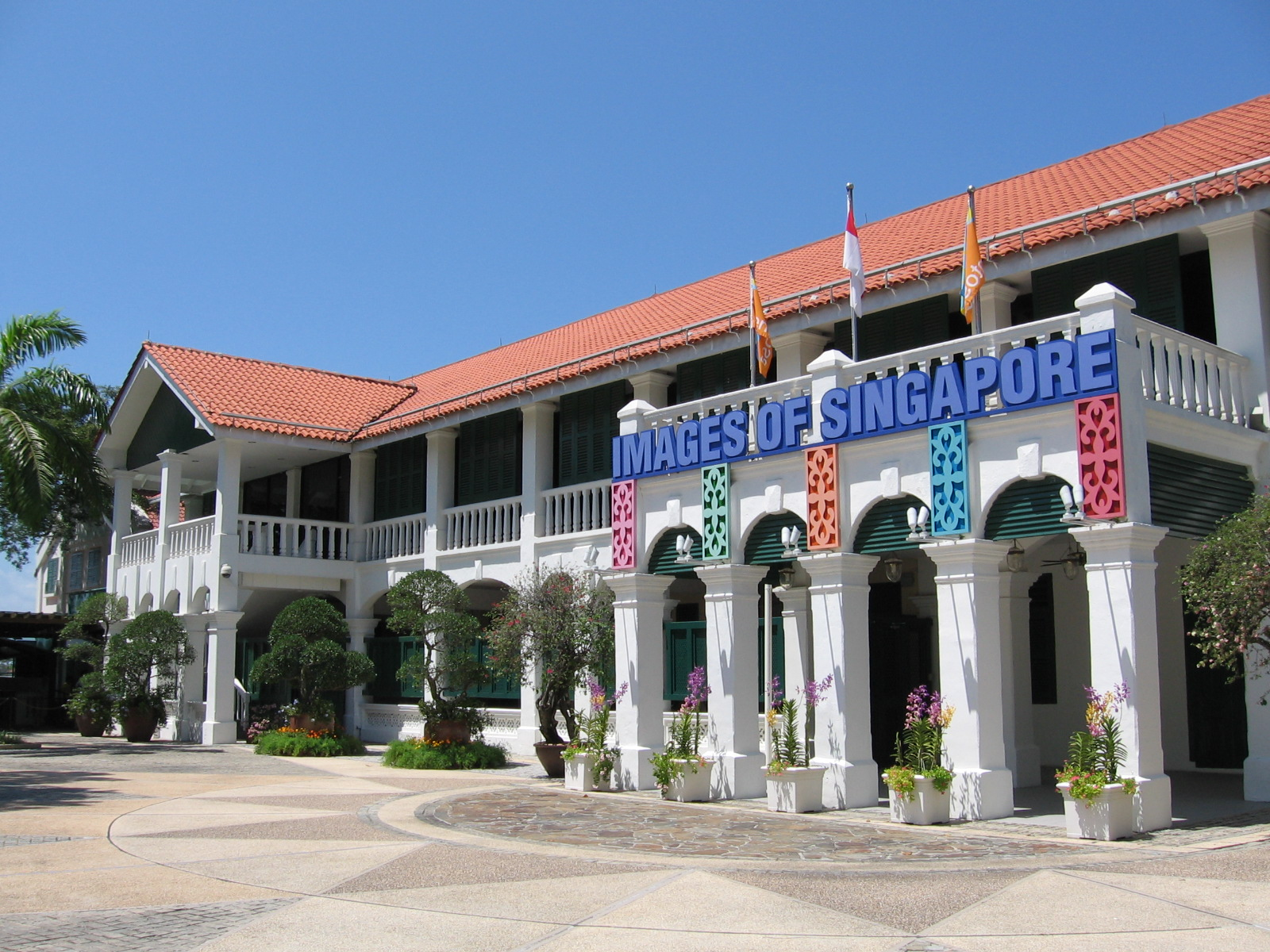
イメージ・オブ・シンガポール博物館の建物の正面

イメージ・オブ・シンガポール（Images of Singapore）は、シンガポールの観光地・セントーサ島にある博物館である。シンガポールを形成する4つの人種（マレー人、インド人、中国人、欧米人）がどのようにしてシンガポールへ来たか、近代・現代にはどのようにして日本の占領時代を経て、戦後シンガポールが独立したきたかの歴史を蝋人形なども使って展示している。
この博物館は1983年に「シンガポールのパイオニアと降伏の部屋博物館」（Pioneers of Singapore & Surrender Chambers Museum）として開設された。「降伏の部屋」とは、山下奉文の「イエスかノーか」の逸話が残る場面を蝋人形で表現したものを指している。1994年に拡張が行われて、2002年には再改装・オープンしている。現在は、セントーサ島にある「インビア・ルックアウト」（en:Imbiah Lookout）と呼ばれるシンガポール最大の遊興施設内に収まっている。